# Andrej Željazkov
Andrej Željazkov (in bulgaro Андрей Желязков?, traslitterazione anglosassone Andrey Zhelyazkov; Radnevo, 9 luglio 1952) è un ex calciatore bulgaro, di ruolo centrocampista.

## Palmarès
- Calciatore bulgaro dell'anno: 1

1980